# Божићни принц: Краљевско венчање
Божићни принц: Краљевско венчање (енгл. A Christmas Prince: The Royal Wedding) америчка је божићна романтична комедија. Режирао га је Џон Шулц, а продуцент je Ејми Крел. У филму глуме Роуз Мекајвер, Бен Ламб, Алис Криге, Сара Даглас, Тахирах Шариф, Џон Гуерасио, Хонор Кнафсеј и Тео Девани. Филм је објављен на Нетфликсу 30. новембра 2018. Наставак је филма Божићни принц, а његов успех је довео до снимање трећег дела Божићни принц: Краљевска беба (2019).

## Радња
Након годину дана, Амбер (Роуз Мекајвер) и Ричард (Бен Ламб) су и даље срећно верени. Непосредно пред Божић, Амбер и њен отац Руди (Џон Гуерасио) путују у Алдовију да планирају њено венчање. Амбер наставља да води блог о краљевском животу са Ричардом.
Убрзо, осећа велики притисак због традиције краљевског протокола и недостатком контроле над сопственим венчањем, које контролишу дизајнер Сахил (Рај Баџај) и госпођа Аверил (Сара Даглас), док се Ричард бори са неуспешном применом свог алдовског програма економске ревитализације, иницијативе Нова Алдовија, која мистериозно црпи новац из монархије док незапосленост и ниске зараде погађају све незадовољније становништво. Са циљем да помогне економским напорима, краљица Хелена (Алис Криге) доводи лорда Леополда (Сајмон Датон) да помогне Ричарду, пошто је Леополд радио са његовим покојним оцем. У међувремену, Сајмон (Тео Девани), осиромашен због развода са Софијом, такође се враћа са молбом да га врате у палату. Oгорчени Ричард невољно то прихвата, јер га сматра чланом породице.
Амбер и Ричард све мање времена проводе заједно због његових краљевских обавеза, а Амбер одбија да се придржава строгим смерницама госпође Аверил. Након што је представа принцезе Емили (Хонор Кнафсеј) отказана због штрајка владиних радника, Амбер је организује у палати. Иако је то добро прошло, Амбер се наљути када госпођа Аверил обрише блогове са њеног блога, као и када Сахил и госпођа Аверил захтевају да скине медаљон (у којем се налази слика њене покојне мајке) због фотографисања за краљевски портрет.
Након што је примила божићну честитку од огорченог незапосленог радника, Амбер истражује краљевске финансије са својим пријатељима, који су дошли да прославе њено венчање. Она сазнаје да је иницијатива Нова Алдовија пропала јер је група нових компанија надмашила локалне раднике и однела новац из земље. Током фотографисања папараца, Сајмон јој помаже да побегне од њих, са жељом да помогне у истрази економског проблема. Уз Емилину помоћ, сазнају ко је власник удружења. Госпођа Аверил суочава се са Ричардом и Амбер због фотографија које је папараци избацио у новине током њене истраге у бару. Када Ричард не успе да је одбрани, она га оставља. Ричард мора да пронађе начин како ће решити проблеме у држави, а и са Амбер.

## Улоге
| Глумац        | Улога          |
| ------------- | -------------- |
| Роуз Мекајвер | Амбер Мур      |
| Бен Ламб      | Принц Ричард   |
| Алис Криге    | Краљица Хелена |
| Сара Даглас   | Аверил         |
| Тахирах Шариф | Мелиса         |
| Џон Гуерасио  | Руди Мур       |
| Хонор Кнафсеј | Принцеза Емили |
| Тео Девани    | Сајмон         |
| Рај Баџај     | Дизајнер Сахил |
| Сајмон Датон  | Лорд Леополд   |

## Снимање
У мају 2018. године најављено је да ће Џон Шулц режирати наставак филма Божићни принц (2017) који ће дистрибуирати Нетфликс.
Објављен је на Нетфликсу 30. новембра 2018.

## Критика
Ротен томејтоуз је на основу 15 критика оценио филм са просечном оценом 5 од 10.